# Ciureștii Noi
Ciureștii Noi – wieś w Rumunii, w okręgu Gałacz, w gminie Bălășești. W 2011 roku liczyła 530 mieszkańców.